# Hannah Montana: The Movie
Hannah Montana: The Movie je hudební filmová adaptace amerického sitcomu Hannah Montana. Film byl režírován Peterem Chelsomem se scénářem od Daniela Berendsena. Film byl produkován Davidem Blockerem, Billy Ray Cyrusem, Alfredem Goughem, Milesem Millarem, Stevenem Petermanem a Michaelem Poryesem. Filmové hvězdy jsou Miley Cyrus, Emily Osment, Mitchel Musso, Jason Earles, Moises Arias, Lucas Till a Billy Ray Cyrus. Příběh začíná v momentě, kdy stoupající popularita Miley Stewart / Hannah Montana začíná pomalu ovládat celý její život. Její otec ji proto vezme zpět domů do Crowley Corners v Tennessee, aby poznala, co je v životě opravdu důležité.
Natáčení začalo v dubnu 2008, nejvíce v okolí Columbie, v Tennessee a v Los Angeles v Kalifornii a bylo dokončeno v červnu 2008. Film měl ve Spojených státech a Kanadě premiéru 10. dubna 2009. Disney Channel uveřejnil teaser trailer filmu během jednoho z dílů show.
V pokladnách Hannah Montana: The Movie vydělal během prvního dne 17,4 miliónů dolarů a 32 miliónů dolarů během premiérového víkendu. Film ve Spojených státech vydělal 78 miliónů dolarů a v ostatních zemích 44 miliónů, celkový výdělek filmu je 123,481,092 miliónů dolarů[kdo?]. Film byl na DVD a Blu-ray dostupný od 18. srpna 2009.

## Děj
Miley Stewart začíná být přemáhána popularitou jejího alter-ega, Hannah Montana. O něco později po koncertu a natáčení jejího hudebního klipu, odhalí Oswald, lstivý novinář, pracující pro magazín BonChic, že má Miley tajemství (to, že je Hannah Montana) a je odhodlán zjistit, co to je. Miley se dostává do potíží, když se v obchodě popere s Tyrou Banks o pár bot, které chtěla koupit jako narozeninový dárek pro její nejlepší kamarádku Lilly. Kvůli rvačce Miley zmešká loučení s Jacksonem, který odjíždí na vysokou školu. Když Oswald sleduje její limuzínu na narozeninovou oslavu Lilly, je nucena tam přijít jako Hannah a tak strhne veškerou pozornost hostů na sebe místo Lilly, zvláštně když doprovázená Stevem Rushtonem zazpívá “Let’s Get Crazy”. Oliver s Ricem chtějí Lilly zabránit, aby odešla z oslavy, ale úplně ji zničí vybuchlým dortem.
Rvačka Hannah a Tyry je propírána na přední stránce médií a její otec, Robby, je rozčilený tím, že by se Miley dokázala vzdát svého normálního života ve prospěch Hannah Montana. Ten samý den odjíždí na World Music Awards v New Yorku soukromým tryskáčem, ale když letadlo přistane, Miley zjistí, že na místo v New Yorku se nachází ve svém rodném městě v Crowley Corners v Tennessee. Brzy zjistí, že měl Robby v plánu odjet do Tennessee na oslavu narozenin babičky Rubyové a ukázat jí život, který měla. Když se Miley zděsí, že je konec s její kariérou Hanny Montany, Robby řekne, ať se ho zeptá znovu za dva týdny. Ale Miley nechce přestat být Hannou Montanou.
V Tennessee si Miley a Robby vybudují nové vztahy. Robby se zamiluje do Lorelai, kterou hraje Melora Hardin a Miley se rozvíjí vztah s jejím přítelem z dětství, Travisem Brodym, kterého hraje Lucas Till, po tom, co jí pomohl s jízdou na jejím starém koni, Blue Jeans. Robbyho vztah s Lorelai se zatím zdá trochu komplikovaný.
V noci se Miley dívá na fotografii její mámy a jí, když byla malá a její máma jí moc chybí. Mezitím se Miley polepší po tom co se Robby zmíní, že se mu zdá, že dává přednost Hanně Montaně před svou rodinou. Oswald, mezitím sleduje Miley do jejího rodného města. Později chce napsat píseň, ale když jí Travis řekne, že si myslí, že není dost dobrá, není schopná píseň dokončit. Mezitím zde probíhá bitva firem pro rozvoj mezi místními rezidenty Crowley Corners a týmem devoleperů, kteří plánují zničit místní louky a na jejich místě vystavět obchodní centrum. Na nočním večírku ve stodole, spousta zpěváků přispívá na charitu pro záchranu Crowley Corners. Miley zde pak zpívá “Hoedown Throwdown” až do příchodu developerů. Travis a Miley spolu tančí, stejně jako Robby a Lorelai. Travis navrhne, že by Hannah Montana mohla uspořádat benefiční koncert, v domnění, že ji Miley zná (Miley Travisovi zalhala, když mu řekla, že Hanně zachránila život) a že by se tímto způsobem daly louky zachránit před zničením.
Miley tráví čas s Lilly, která přijela společně s Hanniným týmem a hudební skupinou. Zažila tvrdé časy, když zkoušela být sama sebou a Hannou a okusila farmářský život a Oswald pořídí snímky jí a Lilly a Lilly je ta, která ho navedla do Crowley Corners, aby tu zjistil její tajemství. Když Miley vidí Travise, převlékne se za Hannu, aby zjistila co k ní vlastně cítí, poté co se jí Travis zeptá, zda by měl Miley pozvat na rande, odpoví, že ano. Slíbí, že půjde, ale Hannah byla pozvána Lorelai na večeři se starostou (Lilly byla převlečená za Hannu). Miley zkouší být na obou místech zároveň jako Miley a jako Hannah. Nakonec, když se přestane hlídat, je přistižena Travisem, jak v ruce drží Hanninu paruku. Travis se s Miley okamžitě rozchází a ona je z toho zničená. Věci se dále komplikují, když se Robby rozejde s Lorelai, protože ho teď jeho dcera potřebuje víc.
Miley napíše svou vlastní píseň “Butterfly Fly Away”, kterou poté s Robby Rayem zpívají, aby zapomněla na svou bolest. Po nalezení hotového kurníku, který s Miley společně postavil, se Travis rozhodne jít na koncert Hanny Montany, aby jí podpořil.
V den, kdy se uskuteční koncert a začíná vystoupení, Hannah přestane zpívat uprostřed písně, když se ukáže Travis. Vysvětluje publiku, že tohle už nemůže dál dělat, kde je její domov a poté si sundává paruku a všem odhalí, že je Miley a rozhoduje se, že už nebude dál Hannou a už dál nezvládá žít dvojí život. Poté zpívá její vlastní píseň, kterou napsala “The Climb”, ale publikum ji prosí, aby byla dále Hannou a slibují, že nikomu její tajemství neprozradí. Náhle se objevuje Oswald, který mobilem pořídí fotku, ale po setkání s jeho dcerami, změní názor a podá výpověď. Koncert je úspěšný, Miley, po polibku s Travisem, odcestuje znovu do Tennessee, její dvojí život pokračuje dál a Robby a Lorelai obnovují svůj vztah.

## Produkce

### Vývoj
V epizodě její "The Miley & Mandy Show" na Youtube, uveřejněné 2. dubna, Miley mluvila s Ryanem Seacrestem a řekla, že za dva týdny poletí do Tennessee a měla by tam být mnoho měsíců. Dále řekla, že by tam měla být spousta hostujících hvězd a ona by tam měla jezdit na koních. E! Online nahlásil, že se během natáčení 3. června 2008 na scéně stal jistý incident. Silný vítr odfoukl promítací plátno na ruské kolo, plné lidí, kteří hráli kompars. Naštěstí, se nestalo žádné vážné zranění."Když to vzal vítr, všechny kabely to utrhlo a letělo to." řekla Brenda Blackford extra Nashvillské stanici WKRN-TV. "Díval jsem se jak rohy plátna narazili do ruského kola, protože se tomu už nedalo zabránit." Miley Cyrus a její otec Billy Ray se na scéně nenacházeli, když se nehoda stala. Disney uvedl: "Během natáčení Hannah Montana: The Movie, nepatrný incident, který poškodil produkci vybavení, naštěstí byla pouze malá zranění." Zdravotnický personál ošetřoval kompars a osazenstvo, kteří utrpěli nějaká zranění. Natáčení poté pokračovalo dál. Rozpočet výroby filmu byl 35 miliónů dolarů.
Píseň nazvaná "Backwards" (spolu-napsali Marcel a Tony Mullinsovi a nahrána Rascal Flattsem) a píseň od Taylor Swift, "Crazier", byly užity ve filmu pro spokojenost diváků, stejně jako dva hity od anglického rockera Steva Rushtona
Disney zakoupil domény pro názvy: "Hannah Montana: The Movie", "Family Reunion", "Welcome Home", "Off the Charts", "Ultimate Choice", "Where It All Began", "Cross-Country Adventure" a "Old Friends, "New Beginnings".

### V českém znění
Pavlína Dytrtová – Miley Cyrus (Hannah / Miley), Lukáš Hlavica – Billy Ray Cyrus (Robby), Braňo Holiček – Lucas Till (Travis), Jitka Smutná – Margo Martindale (babička Ruby), Otto Rošetzký – Peter Gunn (Oswald), Lucie Benešová – Melora Hardin (Lorelai), Stanislava Jachnická – Vanessa L. Williams (Vita), Rozita Erbanová – Emily Osment (Lilly), Vojtěch Rohlíček – Jason Earles (Jackson), Jiří Klem – Barry Bostwick (pan Bradley), Nikola Votočková – Tyra Banks (Tyra Banks), Ludmila Molínová, Hana Czivišová, Jindřich Hinke, Jiří Ployhar, Ivana Korolová, Marika Šoposká, Jaromír Meduna, Milan Kačmarčík, Martin Janouš, Michal Holán, Miroslav Hrabě, Petra Jindrová, Stanislav Lehký, Zdeněk Hess, Kateřina Bobovyčová, David Štěpán, Šimon Štěpán, Alena Kokrdová, Adéla Nováková, Klára Nováková
- Překlad: Vojtěch Kostiha
- Zvuk: Guillermo Teillier
- Střih zvuku: Lukáš Polifka
- Asistent režie a produkce: Marek Hrazdil
- Umělecký dohled: Michal Wojnarowski
- Úprava dialogů a režie: Zdeněk Štěpán
- Výsledný mix: Shepperton International
- Producent české verze: Disney Character Voices International, Inc.
- Vyrobilo: Studio Virtual v roce 2009

### Natáčení

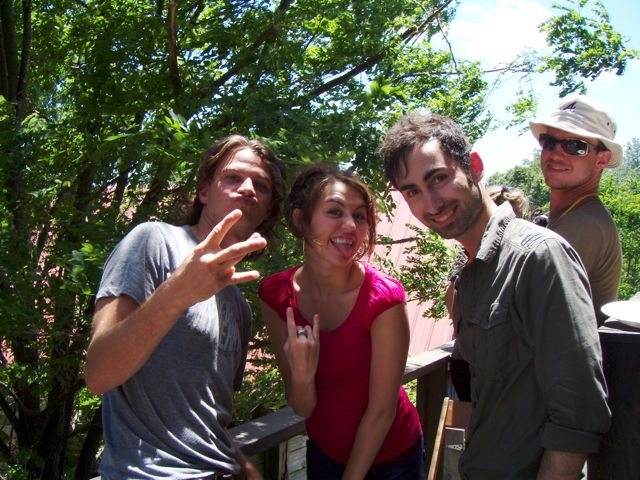
Fotka Miley z natáčení, s několika členy štábu.

Natáčení Hannah Montana: The Movie začalo v dubnu 2008 v Los Angeles, v Kalifornii a v Columbii, v Tennessee. Do post-produkční fáze vstoupilo v červenci 2008 a premiéru měl 10. dubna 2009.
Na Smiley Hollow, v Ridgetopu, v Tennessee, byla natočená karnevalová scéna, kde postava Petera Gunna v davu hledá opravdovou Hannu a najde Jacksona, který prodává "Hannah paruky" a každý kolem něho zezadu vypadá jako Hannah, takže obchází všechny a hledá tu pravou. Bylo tam natočeno i několik hudebních čísel, zahrnující "The Climb" a "You'll Always Find Your Way Back Home." 500 placených komparzistů a 1500 dobrovolných komparzistů bylo na natáčení těchto scén.
Film obsahuje dva hity od anglického zpěváka Steva Rushtona, zahrnující hit "Game Over". Oba je napsal Steve a zpíval je na narozeninové oslavě Lilly na molu v Santa Monice. V některých scénách, Miley jezdí na koních.
Jedna scéna byla natočena v Cool Springs Galleria Mall (na jihu Nashvillu). Scéna, kde se Hannah popere s Tyrou Banks o pár bot, se točila v dámském oddělení obuvi v obchodě Belk store. Miley Cyrus, Vanessa L. Wiliams a Tyra Banks účinkovali ve scéně po celou dobu. Točilo se také na Franklinově střední škole. Škola je vlastně kulisou pro fiktivní Seaview střední školu, kterou Miley s Lilly navštěvují.

### Soundtrack
Na trh byl uveden Walt Disney Records, 24. března 2009, s písněmi Miley Cyrus, Hanny Montany, Billyho Raye Cyruse, Rascala Flattse, Taylor Swift a Steva Rushtona. Hudba měla být původně složena Oskarově nominovaným komponistou Alanem Silvestrim a spolu s Glenem Ballardem složil novou píseň "Butterfly Fly Away", které byla použita ve filmu. Nicméně musel být odejít kvůli překrývání práce na nadcházejícím filmu G.I. Joe: The Rise of Cobra, pro který také složil hudbu. V návaznosti na to komponista John Debney, který si jeho práci zaznamenal spolu s Hollywood Studio Symphony na Sony Scoring Stage. Album debutovalo jako druhé na Billboard 200 se 137 592 prodanými kopiemi za první týden a další čtyři týdny soupeřilo o první místo.

## Hudební čísla
| Pořadí | Píseň                                     | Hlavní interpret/i                           |
| ------ | ----------------------------------------- | -------------------------------------------- |
| 1      | „The Best of Both Worlds: 2009 Movie Mix“ | Hannah Montana                               |
| 2      | „The Good Life“                           | Hannah Montana                               |
| 3      | „Game Over“                               | Steve Rushton                                |
| 4      | „Everything I Want“                       | Steve Rushton                                |
| 5      | „Let's Get Crazy“                         | Hannah Montana                               |
| 6      | „Backwards“ (Acoustic)                    | Rascal Flatts                                |
| 7      | „Bless the Broken Road“ (Acoustic)        | Rascal Flatts                                |
| 8      | „Don't Walk Away“                         | Miley Cyrus                                  |
| 9      | „Dream“                                   | Miley Cyrus                                  |
| 10     | „Back To Tennessee“                       | Billy Ray Cyrus                              |
| 11     | „Crazier“                                 | Taylor Swift                                 |
| 12     | „Hoedown Throwdown“                       | Miley Cyrus                                  |
| 13     | „Butterfly Fly Away“                      | Miley Cyrus & Billy Ray Cyrus                |
| 14     | „Rock Star“                               | Hannah Montana (není zahrnuta v soundtracku) |
| 15     | „The Climb“                               | Miley Cyrus                                  |
| 16     | „You'll Always Find Your Way Back Home“   | Hannah Montana                               |
| 17     | „Hoedown Throwdown“ (repríza)             | Miley Cyrus                                  |
| 18     | „Let's Do This“                           | Hannah Montana                               |
| 19     | „Spotlight“                               | Hannah Montana                               |

## Zveřejnění
Od prosince 2008, organizace MPAA oznámila, že je film vhodný pro všechny věkové kategorie.
Oficiální trailer filmu byl uveřejněn 16. ledna 2009, spolu s originální filmovým plakátem na webu. Sneak peak filmu byl dodatečně zveřejněn v prosinci 2008 na Disney Channel.
Exklusivní Disney Channel předpremiéra filmu spolu s dalšími hudebními videoklipy "The Climb" a "Hoedown Throwdown" z Hannah Montana: The Movie soundtracku, který představila Miley Cyrus, měli premiéru 16. února 2009. Miley Cyrus propagovala film a zazpívala hlavní píseň filmu "The Climb" v mnoha talk show, mimo jiné The Tonight Show with Jay Leno, Good Morning America, The Tyra Banks Show, and Rachael Ray. Svou píseň také zazpívala v American Idol 16. dubna 2009.
Video hra založená na filmu byla uvedena na trh 7. dubna 2009, tři dny před jeho premiérou. Hra je zveřejněná na ESRB. Premiéra Hannah Montana: The Movie byla 2. dubna 2009 v Los Angeles, ve Velké Británii byla v Londýně 23. dubna 2009. Play Long Toys uvedl na trh panenky a hračky související s filmem.
Hannah Montana: The Movie bude na Blu-ray a DVD uveden 18. srpna 2009.

## Ohlas

### Recenze
Film od kritiků obdržel většinou špatné recenze. Na IMDb má skóre 3,8/10 a na ČSFD jen 26 %, kde je současně evidován jako 239. nejhorší film.

### Výdělek
Film vydělal 17,4 miliónů dolarů za první den v 4 200 kinech a 3 118 sálech. Zařadil se mezi čísla 1 s v přepočtu 32 milióny dolary za premiérový víkend. Je to druhý největší premiérový víkend pro hudební film pouze za High School Musical 3: Senior Year. Film má celkem 79 miliónů v USA a dalších 67 miliónů projekcí po celém světě, dohromady 147 miliónů projekcí, i ze srpna 2009.

### Ocenění a nominace
28. března 2009, předtím než byl film zveřejněn, byl filmová píseň "The Climb" nominována v Nickelodeon Kids' Choice Awards 2009. 31. května 2009, Miley Cyrus vyhrála cenu v 2009 MTV Movie Awards za "Nejlepší filmovou píseň" a byla nominována na cenu "Průlomový výkon pro ženy". Je také čtyřikrát nominován na Teen Choice Awards.
- 2009 MTV Movie Awards – "Průlomový výkon pro ženy" – Nominován
- 2009 MTV Movie Awards – "Nejlepší filmová píseň" – Vítěz
- 2009 Teen Choice Awards – "Volba Herečka: Hudba/tanec" – Vítěz
- 2009 Teen Choice Awards – "Volba Film: Liplock" – Nominován
- 2009 Teen Choice Awards – "Volba Hudba: Singl ('The Climb')" – Vítěz
- 2009 Teen Choice Awards – "Hudební Soundtrack" – Nominován
- 2009 Teen Choice Awards – "Volba Herec: Hudba/tanec" – Jason Earles – Nominován
- 2009 Teen Choice Awards – "Volba Herec: Hudba/tanec" – Lucas Till – Nominován